# UFC 225
UFC 225: Whittaker vs. Romero 2（ユーエフシー・ツートゥエンティファイブ・ウィテカー・バーサス・ロメロ・ツー）は、アメリカ合衆国の総合格闘技団体「UFC」の大会の一つ。2018年6月9日、イリノイ州シカゴのユナイテッド・センターで開催された。

## 大会概要
メインイベントでは王者ロバート・ウィテカーと挑戦者ヨエル・ロメロによるUFC世界ミドル級タイトルマッチが予定されていたが、ロメロの体重オーバーによりノンタイトル戦として行われた。セミのUFC世界ウェルター級暫定王座決定戦ではハファエル・ドス・アンジョスとコルビー・コヴィントンが対戦し、コヴィントンが王座を獲得した。

## 試合結果

### アーリープレリム
第1試合 フェザー級 5分3R
○  ダン・イゲ vs.  マイク・サンチアゴ ×
1R 0:50 TKO（パウンド）
第2試合 ライト級 5分3R
○  チャールズ・オリベイラ vs.  クレイ・グイダ ×
1R 2:18 ギロチンチョーク
第3試合 フライ級 5分3R
○  セルジオ・ペティス vs.  ジョセフ・ベナビデス ×
3R終了 判定2-1（28-29、29-28、30-27）
第4試合 ライトヘビー級 5分3R
○  アンソニー・スミス vs.  ラシャド・エヴァンス ×
1R 0:53 KO（右膝蹴り）

### プレリミナリーカード
第5試合 ヘビー級 5分3R
○  クリス・デ・ラ・ロッチャ vs.  ラシャド・コールター ×
2R 3:53 TKO（パウンド）
第6試合 フェザー級 5分3R
○  ミアサド・ベクティック vs.  リカルド・ラマス ×
3R終了 判定2-1（29-28、28-29、30-27）
第7試合 女子ストロー級 5分3R
○  クラウディア・ガデーリャ vs.  カーラ・エスパルザ ×
3R終了 判定2-1（29-28、28-29、29-28）
第8試合 ヘビー級 5分3R
○  カーティス・ブレイズ vs.  アリスター・オーフレイム ×
3R 2:56 TKO（グランドの肘打ち連打）

### メインカード
第9試合 ウェルター級 5分3R
○  マイク・ジャクソン vs.  CMパンク ×
3R終了 判定3-0（30-26、30-26、30-26）
第10試合 ヘビー級 5分3R
○  タイ・トゥイバサ vs.  アンドレイ・アルロフスキー ×
3R終了 判定3-0（29-28、29-28、29-28）
第11試合 女子フェザー級 5分3R
○  ホリー・ホルム vs.  ミーガン・アンダーソン ×
3R終了 判定3-0（30-27、30-26、30-26）
第12試合 UFC世界ウェルター級暫定王座決定戦 5分5R
○  コルビー・コヴィントン vs.  ハファエル・ドス・アンジョス ×
5R終了 判定3-0（49-46、48-47、48-47）
※コヴィントンが王座獲得。
第13試合 84.0kg契約 5分5R
○  ロバート・ウィテカー vs.  ヨエル・ロメロ ×
5R終了 判定3-0（47-48、48-47、48-47）
※ロメロの体重超過によりミドル級タイトルマッチから変更。

### 各賞
ファイト・オブ・ザ・ナイト： ロバート・ウィテカー vs. ヨエル・ロメロ
パフォーマンス・オブ・ザ・ナイト： カーティス・ブレイズ、チャールズ・オリベイラ
体重超過のロメロ以外の各選手にはボーナスとして5万ドルが授与された。

### カード変更
負傷などによるカードの変更は以下の通り。